# Lycaenopsis transpectus
Lycaenopsis transpectus är en fjärilsart som beskrevs av Moore 1879. Lycaenopsis transpectus ingår i släktet Lycaenopsis och familjen juvelvingar. Inga underarter finns listade i Catalogue of Life.